# Elezioni parlamentari in Bielorussia del 2004
Le elezioni parlamentari in Bielorussia del 2004 si sono tenute il 17 ottobre.

## Risultati
| Liste                | Liste                                      | Voti      | %     | Seggi |
| -------------------- | ------------------------------------------ | --------- | ----- | ----- |
|                      | Coalizione popolare 5 Plus                 | 419.158   | 6,88  | -     |
|                      | Partito Comunista della Bielorussia        | 334.383   | 5,49  | 8     |
|                      | Partito BPF                                | 205.387   | 3,37  | -     |
|                      | Partito Socialdemocratico Bielorusso       | 176.032   | 2,89  | -     |
|                      | Partito Agrario                            | 145.004   | 2,38  | 3     |
|                      | Partito Liberal-Democratico di Bielorussia | 122.605   | 2,01  | 1     |
|                      | Partito Repubblicano                       | 28.179    | 0,46  | 0     |
|                      | Partito Socialdemocratico Accordo Popolare | 22.441    | 0,37  | -     |
|                      | Candidati Indipendenti                     | 4.642.949 | 76,16 | 98    |
| Schede bianche/nulle | Schede bianche/nulle                       | 201.462   | 3,20  | -     |
| Totale               | Totale                                     | 6.096.138 | 100   | 110   |
| Elettori/affluenza   | Elettori/affluenza                         | 6.986.163 | 90,14 | -     |